# آده‌اسخیلد
آده‌اسخیلد (به هلندی: Oudeschild) یک منطقهٔ مسکونی در هلند است که در تسل واقع شده‌است.